# Burn the Witch (Queens of the Stone Age)
Burn the Witch è un singolo del gruppo musicale rock Queens of the Stone Age, pubblicato il 10 gennaio 2006 dall'etichetta discografica Interscope.
Il brano è stato scritto da Joey Castillo, Joshua Homme e Troy Van Leeuwen e prodotto da Homme insieme a Joe Barresi ed è stato tratto dal quarto album di inediti del gruppo, Lullabies to Paralyze.

## Tracce
7" Picture Single (Interscope 9879191 (UMG)
1. Burn the Witch - 3:35
2. Broken Box (Fixed the Box Remix by Peaches) - 5:29

## Classifiche
| Classifica (2006) | Posizione raggiunta |
| ----------------- | ------------------- |
| Irlanda           | 36                  |